# مرتضی مقتدایی
مرتضی مقتدایی (زاده ۱۹ مهر ۱۳۱۴ اصفهان) فقیه شیعه و روحانی اهل ایران است که مدیر پیشین حوزه علمیه قم، عضو شورای عالی حوزه علمیه قم، استاد درس خارج در این حوزه، عضو مجلس خبرگان رهبری و عضو جامعه مدرسان حوزه علمیه قم است و پیش‌تر رئیس دیوان عالی کشور و دادستان کل کشور بوده‌است.

## زندگی‌نامه
مرتضی مقتدایی در سال ۱۳۱۴ در محله پزوه ی خوراسگان اصفهان و در خانواده ای مذهبی متولد شد. پدرش میرزا محمود مقتدایی از روحانیون اصفهان بود که مدت کوتاهی شاگرد مرتضی حائری یزدی بود و با سید روح‌الله خمینی، سیدمحمدمحقق داماد و سید احمد زنجانی جلساتی مشترک برپا می‌کردند.

### دوران تحصیل
در کودکی وی، همزمان با کشف حجاب، پدرش با خانواده خود به شهر «خوراسگان» رفت تا ضمن آزادی بیشتر، امورات شرعی مردم را نیز سامان دهد. وی پس از به پایان رساندن دوره ابتدایی، در آن شهر علوم اولیه حوزوی را نزد پدر، فرا گرفت.
در سال ۱۳۳۱ برای ادامه تحصیل وارد حوزه علمیه اصفهان شد و دو سال هم در درس خارج شرکت کرد و در سال ۱۳۳۸ به حوزه علمیه قم عزیمت کرد. در قم نیز در درس خارج سید روح‌الله خمینی و برخی دیگر شرکت نمود و در این میان، به تحصیل علوم عقلی و شرکت در کلاسهای اخلاقی نیز کوشش داشت. در سال ۱۳۴۰ نیز به کلاس‌هایی که سید محمد بهشتی برای آشنایی حوزویان قم با علوم جدید راه‌اندازی کرده بود، راه یافت.

## استادان و همدرسان
وی بخشی از مقدمات را نزد پدر خود و ادامه آن و بخشی از دروس سطح را نزد محمد حسن نجف‌آبادی (از شاگردان آخوند خراسانی) و نیز فیاض و شمس‌آبادی فرا گرفت.
او منظومه را نزد میرزا رضا کلباسی و تفسیر، نهج البلاغه و اخلاق را نزد میرزا علی آقای شیرازی و خلاصة الحساب و تشریح الافلاک را نزد مجدالعلما (فرزند محمدرضا نجفی مسجدشاهی) فرا گرفت. همچنین مکاسب را نزد سید حسین خادمی آموخت و دو سال نیز در درس خارج او شرکت کرد.
با ورود به حوزه علمیه قم، در درس خارج سید روح‌الله خمینی و همزمان در درس سید حسین طباطبایی بروجردی نیز شرکت کرد. همچنین از درس‌های خارج محقق داماد، گلپایگانی و محمدعلی اراکی نیز شرکت می‌کرد. در بخش فلسفه نیز به درس اسفار سید محمد حسین طباطبائی می‌رفت.
مقتدایی در سال‌های تحصیل خود در اصفهان با حسن فقیه امامی، صفرعلی شریعت فلاورجانی، کمال فقیه ایمانی و در قم با محی الدین فاضل هرندی، محمد مؤمن، طاهری خرم‌آبادی هم‌مباحثه بود.

## فعالیت‌های علمی، اجتماعی و سیاسی
مقتدایی همزمان با تحصیل حوزوی، به تدریس نیز پرداخته، و چند سال به تدریس خارج فقه در مدرسه مروی تهران و سپس حوزه علمیه قم، اشتغال داشته که تدریس او در حوزه قم در کنار دیگر مسئولیتهایش تاکنون ادامه دارد. همچنین وی به تقریر دروس خارج یا عالی استادان خود پرداخته است.
وی، پس از مرگ پدرش و مادرش، با درخواست اهالی خوراسگان و با صلاحدید سید روح‌الله خمینی در ایام تعطیلی به آن جا می‌رفت و به حل مشکلات و ارشاد مردم می‌پرداخت. از خدمات او در آنجا تأسیس صندوق قرض‌الحسنه حجت بن الحسن العسکری با همت برخی دیگر، تأسیس مدرسه علمیه امام صادق و حوزه علمیه خواهران و ایجاد انجمن حمایت از ایتام بود.
وی همچنین در فعالیت‌های سیاسی سال‌های قبل و بعد از انقلاب ۱۳۵۷ شرکت داشته و به نشر اعلامیه‌ها و رسالهٔ عملیه سید روح‌الله خمینی، تجلیل از او در سخنرانی‌ها و رساندن پیام او به علمای اصفهان می‌پرداخته است. پیش از انقلاب، وی عضو جامعه مدرسان حوزه علمیه قم بود و در جلسات آن شرکت می‌کرد.
پس از انقلاب مقتدایی در قوه قضائیه به فعالیت پرداخت. در اسفند ۱۳۵۷ برای قضاوت در دادگاه‌های انقلاب منصوب شد. در فروردین ۱۳۵۸ سید روح‌الله خمینی او را برای امر قضا به خرمشهر، آبادان و نیز ملایر و زنجان اعزام کرد. او همچنین در دادگاه‌های تهران و قم، به‌طور موقت، مشغول به کار شد.

## مسئولیت‌ها
برخی از مسؤولیت‌های وی پس از انقلاب به شرح زیر است:
- قاضی دادگاه‌های انقلاب اسلامی
- عضو و سخنگوی شورای عالی قضایی
- ریاست دیوان عالی کشور
- ریاست دادسرای دیوان عالی و دادستانی کل کشور
- عضویت در جامعه مدرسان حوزه علمیه قم
- عضویت در شورای عالی حوزه علمیه قم
- نمایندگی مجلس خبرگان رهبری در ادوار دوم، سوم، چهارم، پنجم و ششم از استان اصفهان
- تدریس دروس سطح و خارج در حوزه علمیه قم
- رئیس و تولیت حوزه علمیه قم